# Pla d'Arcalís
El Pla d'Arcalís és una plana de muntanya del terme municipal d'Alins, al Pallars Sobirà.
Està situat en el sector nord-est del municipi, prop del límit del terme municipal. És a la part alta de la vall del barranc d'Arcalís, al lloc on se li ajunta el riu de Baiau, a ponent del Pla de Baiau i al sud-est del Pla de Boet. És als peus i al nord del Serrat del Clot de l'Olla.